# Pátzay János Katolikus Zeneiskola
A Pátzay János Katolikus Zeneiskola Gyöngyösön működik.

## Története
Épülete 1751–52–ben épült barokk stílusban. 1783-ban nyerte el mai alakját. Először a jezsuiták tanítottak az épületben 1773–ig, majd a ferences rend (1776–1898) vette át az iskolát. 1776-ban és Rabl Károly gyöngyösi mester tervei alapján alakították át. Az állami kézbe került gimnázium 1899-ben költözött a mai épületbe, míg ez a városi tanácsé lett. Az épület keleti homlokzatának szoborfülkéibe visszakerültek a barokk kori szobrok másolatai, az eredeti tölgyfa szobrok, melyek Szent Ignácot, valamint Xavéri Szent Ferencet ábrázolták ma a Mátra Múzeumban találhatóak. Visszakerült az épület keleti része elé a barokk stílusú Mária-szobor is.
Az iskola épületét az Európai Unió által támogatott városrehabilitációs program keretében újították fel. Visszakapta eredeti, műemlékvédelem alatt álló arculatát. Teljes tetőcserén esett át, ezek mellett korszerűsítették a fűtési és elektromos rendszert, felújították az épületen található szoborfülkéket és a teljesen új homlokzatot kapott.